# Brian Friel
Brian Patrick Friel (Omagh, Irlanda del Norte, 9 de enero de 1929 – Greencastle, República de Irlanda, 2 de octubre de 2015) fue un dramaturgo y escritor de cuentos cortos irlandés. Considerado uno de los mejores dramaturgos de habla inglesa del siglo XX, ha sido descrito como "el Chéjov irlandés". Sus obras han sido comparadas con las de artistas contemporáneos tales como Samuel Beckett, Arthur Miller, Harold Pinter y Tennessee Williams.
Friel publicó veinticuatro obras durante un período de más de medio siglo, entre las que se destacan Philadelphia, Here I Come! y Faith Healer. Varias de sus obras se llevaron al teatro en Broadway y en varias ciudades de Irlanda y del Reino Unido. En 1980, junto con Stephen Rea, Friel fundó la compañía teatral Field Day, cuya primera producción fue su obra Translations. A través de Field Day, Friel trabajó con Seamus Heaney, ganador del premio Nobel de Literatura en 1995. Heaney y Friel se conocieron cuando Friel le envió al joven poeta una carta tras la publicación del libro Death of a Naturalist.
Friel fue miembro de la Academia Estadounidense de las Artes y las Letras, la Real Sociedad de Literatura británica y la Academia Irlandesa de Letras. Ocupó una banca en el Senado de Irlanda entre 1987 y 1989. En la década de 1990, su obra Dancing at Lughnasa obtuvo un premio Tony a la mejor obra, un premio Laurence Olivier a la mejor obra nueva y el premio del Círculo de Críticos de Teatro de Nueva York a la mejor obra. También fue llevada al cine, en una adaptación protagonizada por Meryl Streep y dirigida por Pat O'Connor, con libreto de Frank McGuinness.

## Vida privada

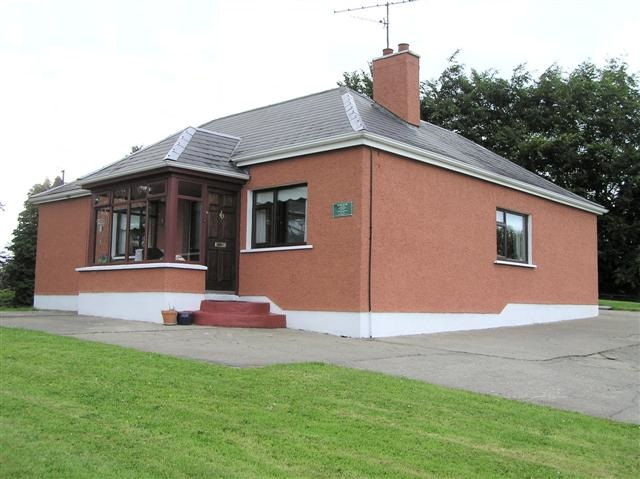
El hogar de la infancia de Brian Friel, en Omagh, Condado de Tyrone.

Friel nació en 1929 en Knockmoyle, condado de Fermanagh, Irlanda del Norte. Poco tiempo después, la familia se mudó a Omagh, Condado de Tyrone. Su padre era Patrick Friel, un maestro de escuela primaria y concejal de Londonderry, y su madre Mary McLoone, directora de la oficina de correos de Glenties, Condado de Donegal. La familia se trasladó a Derry cuando Friel tenía diez años de edad. Allí, asistió a St Columb's College, la misma universidad a la que asistieron Seamus Heaney, John Hume, Seamus Deane, Phil Coulter, Eamonn McCann y Paul Brady.
En 1948, Friel obtuvo su título de Bachiller en Artes del St Patrick's College, Maynooth, y dos años después, en 1950, se graduó como maestro del St Joseph's Training College, Belfast. En 1954, contrajo matrimonio con Anne Morrison, con quien tendría cuatro hijas y un hijo. Entre 1950 y 1960, trabajó como profesor de matemática en varias escuelas primarias y secundarias de Derry; en 1960, tomó una licencia para dedicarse a escribir y pasó a depender económicamente de sus ahorros. A finales de la déccada de 1960, Friel y su familia se mudaron de Derry a Muff, Condado de Donegal, y luego a Greencastle, en el mismo condado.
Friel apoyaba el nacionalismo irlandés y era miembro del Partido Nacionalista de Irlanda del Norte.
Falleció tras una enfermedad prolongada, el 2 de octubre de 2015, en Greencastle. Sus restos descansan en el cementerio de Glenties, condado de Donegal. Lo sobreviven su esposa Anne y sus hijos Mary, Judy, Sally y David. Otra de sus hijas, Patricia, falleció antes que él.

## Carrera literaria
A principios de la década de 1960, Friel creó la ciudad ficticia de "Ballybeg" (del irlandés Baile Beag, que significa "Ciudad pequeña"), donde transcurrirían los sucesos de catorce de sus obras: Philadelphia, Here I Come!,  Crystal and Fox, The Gentle Island, Living Quarters, Faith Healer, Aristocrats, Translations, The Communication Cord, Dancing at Lughnasa, Wonderful Tennessee, Molly Sweeney, Give Me Your Answer Do! y The Home Place. Las obras narran la historia de esta comunidad imaginaria en distintos períodos de tiempo;  Translations y The Home Place están ambientadas en el siglo XIX, mientras que los hechos de Dancing at Lughnasa tienen lugar en la década de 1930. El resto de las historias transcurren en el presente al momento de su composición, que va desde 1964 hasta finales de la década de 1990, y muestran la evolución de la sociedad rural irlandesa, desde el pueblo aislado del que escapa Gar en 1964 en Philadelphia, Here I Come! hasta la pequeña ciudad próspera y multicultural de Molly Sweeney (1994) y Give Me Your Answer Do! (1997), donde los personajes visitan restaurantes étnicos y vuelan a otras ciudades del mundo.

### 1959 – 1975
Las primeras obras de Friel, que se emitieron por la radio, fueron producidas por Ronald Mason y transmitidas por el servicio doméstico de la BBC para Irlanda del Norte en 1958: A Sort of Freedom (16 de enero de 1958) y To This Hard House (24 de abril de 1958). Friel comenzó a escribir cuentos cortos para The New Yorker en 1959 y años más tarde publicó dos colecciones que tuvieron un éxito considerable: The Saucer of Larks (1962) y The Gold in the Sea (1966). A estos trabajos le siguieron A Doubtful Paradise, su primera obra teatral, producida por el Grupo Teatral Ulster a finales de agosto de 1960. Friel también escribió 59 artículos para The Irish Press, un periódico político con base en Dublín, entre abril de 1962 y agosto de 1963; esta serie incluyó cuentos cortos, editoriales políticos sobre la vida en Irlanda del Norte y Donegal, relatos de sus viajes a Dublín y la ciudad de Nueva York, y sus memorias de la infancia en Derry, Omagh, Belfast y Donegal.
Cuando Friel recién comenzaba su carrera literaria, el periodista irlandés Sean Ward se refirió a él en un artículo del Irish Press como uno de los "marginados" por el Abbey Theatre, el Teatro Nacional de Irlanda. La obra The Enemy Within, de 1962, gozó de cierto éxito pese a haber realizado solo nueve funciones en el Abbey Theatre. En septiembre de 1963, la obra fue llevada al Teatro Lírico de Belfast y tanto el servicio doméstico de la BBC para Irlanda del Norte como la Radio Éireann la emitieron más tarde ese mismo año. Aunque Friel tomó la decisión de retirar The Blind Mice (1963) de cartelera, fue su obra más exitosa de este período, ya que se logró mantenerse en cartel durante seis semanas en el Teatro Eblana de Dublín y más tarde en el Lírico, y también fue emitida por la Radio Éireann y la BBC Home Service unas diez veces en 1967. Friel trabajó durante un breve período de tiempo como "observador" en el teatro Tyrone Guthrie de Mineápolis a principios de la década; la experiencia le brindaría "coraje y osadía para intentar cosas nuevas".
Poco después de regresar de los Estados Unidos, Friel escribió Philadelphia Here I Come! (1964). La obra le permitió adquirir notoriedad en Dublín, Londres y Nueva York. Tanto The Loves of Cass McGuire (1966) como Lovers (1967) tuvieron éxito en Irlanda, y Lovers también fue popular en los Estados Unidos. Pese a su éxito como dramaturgo, en estos años Friel aún se veía a sí mismo como un escritor de cuentos cortos; en una entrevista de 1965, mencionó: "No me concentro en el teatro para nada. Vivo de los cuentos cortos".
Hacia finales de la década de 1960 y principios de la siguiente, Friel dirigió su atención hacia la política, y publicó crudas sátiras sobre el gobierno irlandés, tituladas The Mundy Scheme (1969) y Volunteers (1975). Volunteers trata sobre una excavación arqueológica que se lleva a cabo un día antes de que el sitio fuese entregado a un hotelero, y utiliza la controversia de Wood Quay como su punto de referencia. En la obra, los voluntarios son prisioneros del Ejército Republicano Irlandés que han sido enviados a prisión de forma indefinida por el gobierno de Dublín, de manera tal que el término "voluntarios" es irónico -ya que los prisioneros no pueden expresar libremente su voluntad- y político -dado que la palabra "voluntarios" era la que usaba el IRA para referirse a sus miembros-. Mediante el uso del sitio como una metáfora física de la historia de la nación, la obra examina de qué manera la historia de Irlanda ha sido mercantilizada, saneada y simplificada para encajar con las necesidades políticas de la sociedad.
En 1968, Friel vivía en Derry, ciudad de origen de un gran número de integrantes de la Asociación por los derechos civiles de Irlanda del Norte. Una serie de incidentes, entre ellos la Batalla del Bogside, inspiraron a Friel para escribir una nueva obra ambientada en la ciudad, titulada The Freedom of the City. Friel, desafiando una prohibición del gobierno británico, marchó con la Asociación por los derechos civiles de Irlanda del Norte contra la política de encarcelamiento sin juicio; dicha protesta pasaría a la historia como el Domingo Sangriento de 1972. En una entrevista de 1983, el dramaturgo relató cómo los soldados británicos le dispararon durante los disturbios del Domingo Sangriento y de qué manera estos sucesos afectaron su esbozo de The Freedom of the City y la convirtieron en una obra política. Al recordar el incidente, Friel dijo: "Fue una experiencia devastadora que el ejército británico, ese instrumento disciplinado, entrara como lo hizo y le disparara a trece personas... tener que arrojarte al suelo porque te están disparando es una experiencia aterradora".

### 1976 – 1989
Hacia mediados de la década de 1970, Friel dejó de componer obras políticas y comenzó a escribir sobre conflictos familiares, lo que causó que su trabajo fuese comparado con la obra de Antón Chéjov. Living Quarters (1977), una obra que trata sobre el suicidio de un padre autoritario, es una versión del mito de Teseo e Hipólito ambientada en la Irlanda contemporánea. La obra, protagonizada por un grupo de hermanas y su irresponsable hermano, fue la antecesora de Aristocrats (1979), un análisis chejoviano del colapso financiero de una familia adinerada y, quizás, su liberación social de los mitos aristocráticos que restringen la libertad de los hijos. Aristocrats tuvo un gran éxito y fue la primera de tres obras que se estrenaron en un período de dieciocho meses que definiría la carrera de Friel como dramaturgo; las otras obras fueron Faith Healer (1979) y Translations (1980).
Faith Healer es una serie de cuatro monólogos en conflicto realizados por personajes vivos y muertos, que intentan comprender la vida y la muerte de Frank Hardy, el curandero ambulante que le da título a la obra -quien no comprende ni puede controlar sus poderes poco confiables-, y las vidas perdidas por culpa del destructivo carisma del protagonista. Muchas de las primeras obras de Friel incorporaron técnicas vanguardistas: la interpretación del personaje principal, Gar, por parte de dos actores en Philadelphia, Here I Come!; la inclusión de personajes fallecidos en "Winners" de Lovers, Freedom, y Living Quarters; la alienación estructural brechtiana y las figuras corales en Freedom of the City; y la inclusión de metapersonajes que existen en un limbo colectivo inconsciente en Living Quarters. Estos experimentos dieron frutos en Faith Healer. Años más tarde, estos recursos literarios fueron dejados de lado para dar paso a obras más realistas, como Translations (1980) y Dancing at Lughnasa (1990); sin embargo, las técnicas vanguardistas siguen siendo un aspecto fundamental de las obras de Friel, incluso en los años más recientes.
Translations se estrenó en 1980 en Guildhall, Derry, producida por la Compañía Teatral Field Day, con Stephen Rea, Liam Neeson y Ray MacAnally. Ambientada en 1833, es una obra sobre el lenguaje, la mezcla de las culturas inglesa e irlandesa, la inminente Gran hambruna irlandesa, la puesta en marcha de un sistema escolar nacional gratuito que eliminaría las escuelas informales, la decisión de los ingleses de pasar al inglés todos los topónimos irlandeses y el amor imposible entre una irlandesa que no habla inglés y un soldado inglés que no habla irlandés. La obra fue un éxito inmediato: presentó un concepto innovador al reunir dos comunidades hablantes de idiomas distintos en el escenario (los irlandeses y los ingleses), que podían comunicarse entre sí de forma limitada, dado que los personajes ingleses no hablaban irlandés y muy pocos de los personajes irlandeses hablaban inglés. Translations se convertiría en una de las obras más traducidas e interpretadas de la segunda mitad del siglo XX, con funciones llevadas a cabo en Estonia, Islandia, Francia, España, Alemania, Bélgica, Noruega, Ucrania, la República Checa, Hungría y Polonia, además de la mayoría de los países de habla inglesa del mundo (incluyendo a Sudáfrica, Canadá, los Estados Unidos y Australia). La obra obtuvo el premio Christopher Ewart-Biggs Memorial Prize en 1985, y Neil Jordan compuso el guion para una versión fílmica que no llegó a producirse. Sobre la obra, Friel comentó: "Tiene que ver con el idioma, y nada más que el idioma. Si se sobrecarga demasiado con política, [la esencia] se pierde".
Pese a su creciente fama y éxito, la década de 1980 se considera un "vacío artístico" en la carrera de Friel, dado que publicó muy pocas obras teatrales originales en esos años: Translations en 1980, The Communication Cord en 1982 y Making History en 1988. Friel se quejaría en privado sobre el trabajo que conllevaba el manejo de Field Day (las entrevistas por escrito y en vivo, las audiciones, la producción de las giras promocionales, etcétera) y el temor de estar "imponiendo una atmósfera política como la de Field Day" en sus obras. Sin embargo, durante este período Friel también se dedicó a varios proyectos menores, como una traducción de la obra Las tres hermanas de Chéjov (1987), una edición de las memorias de Charles McGlinchey titulada The Last of the Name y publicada por Blackstaff Press (1986) y una adaptación de la obra de Charles Macklin The London Vertigo en 1990. La decisión de Friel de estrenar Dancing at Lughnasa en el Abbey Theatre en vez de hacerlo mediante Field Day fue el inicio de su alejamiento de la compañía, de la cual renunciaría como director en 1994.

### 1990 – 2005

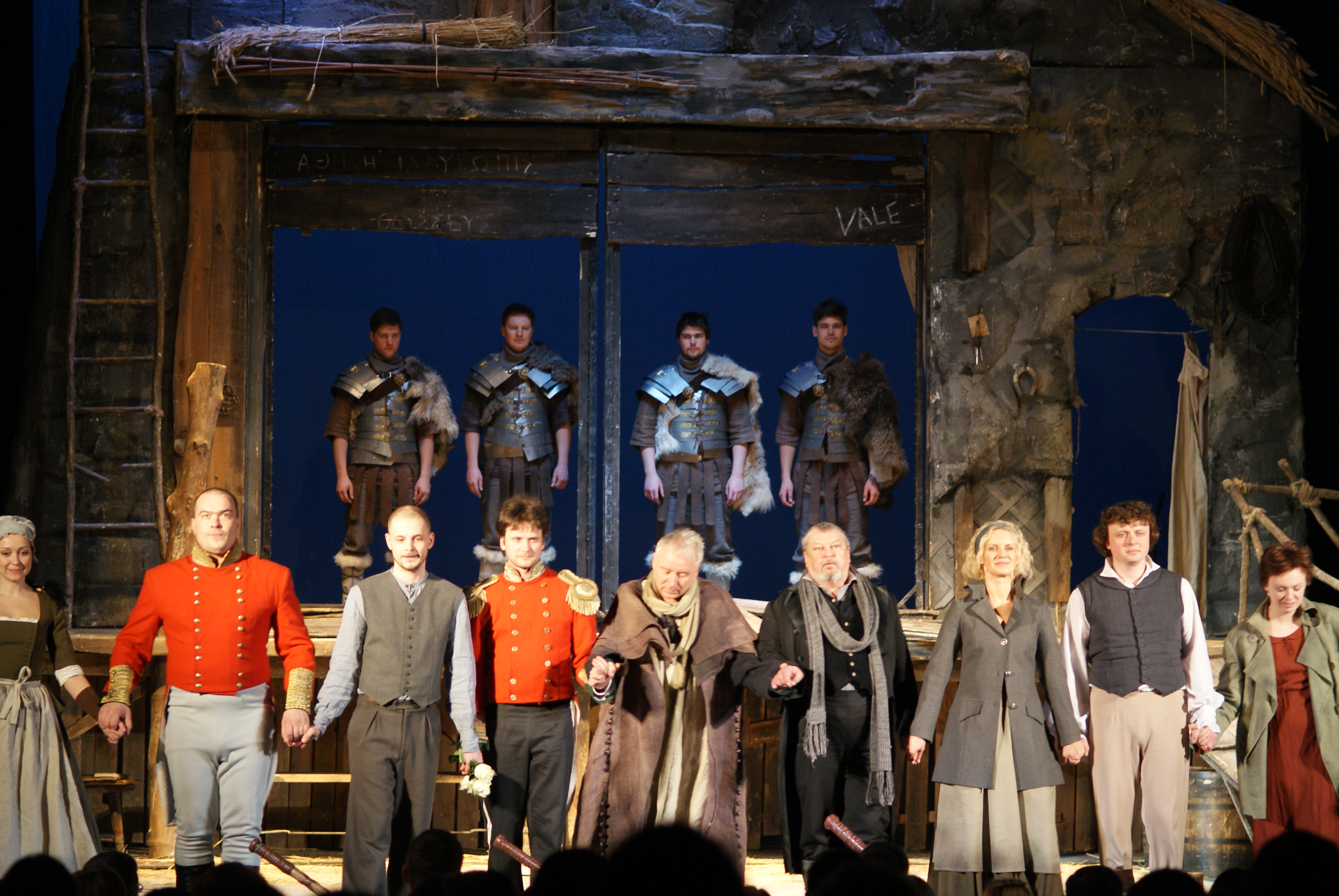
Función de Translations en Minsk.

Friel volvió a tener una gran influencia sobre la escena teatral de Irlanda durante la década de 1990, en particular con el lanzamiento de Dancing at Lughnasa en 1990. Basada en parte en El zoo de cristal de Tennessee Williams, está ambientada a finales del verano de 1936 y está inspirada en las vidas de la madre y las tías de Friel que vivían en Glenties, en la costa occidental de Donegal. La obra, que probablemente es la más exitosa del dramaturgo, se estrenó en el Abbey Theatre y luego se llevó al West End de Londres y a Broadway. La versión de Broadway obtuvo tres premios Tony en 1992, incluyendo la categoría Mejor obra. Poco después se estrenó una versión cinematográfica protagonizada por Meryl Streep.
Friel había tenido la idea de escribir una obra basada en el Purgatorio de San Patricio por muchos años, y su Wonderful Tennessee, estrenada en 1993, narra la historia de tres parejas que intentan, sin éxito, regresar a un sitio de peregrinación ubicado en una pequeña isla cerca de la costa de Ballybeg, no para realizar un ritual religioso, sino para celebrar el cumpleaños de uno de sus miembros con alcohol y delicias culinarias. La obra no fue un gran éxito en comparación con otros títulos de su época. Give Me Your Answer Do!, de 1997, relata las vidas y las carreras profesionales de dos novelistas y amigos que siguen caminos diferentes; uno escribe obras de mala calidad pero muy populares, y el otro compone historias que no se condicen con los gustos de los lectores. Después de que una universidad estadounidense paga una pequeña fortuna por las obras del escritor más exitoso, el mismo editor decide leer los manuscritos del otro novelista, y se prepara para anunciar sus hallazgos durante una cena, durante la cual la existencia de dos novelas pornográficas explícitas, basadas en la hija del autor, obliga a todos los presentes a repensar sus acciones. 
Después de cumplir ochenta años de edad, Friel comenzó a tener mayores dificultades para mantener el ritmo de escritura del que había disfrutado en la década de 1990; como consecuencia, entre 1997 y 2003 solo produjo las obras en un acto "The Bear" (2002), "The Yalta Game" (2001) y "Afterplay" (2002), publicadas bajo el título Three Plays After (2002). Las últimas dos obras evidencian la fascinación de Friel con la obra de Chéjov: "The Yalta Game" se basa en el cuento de Chéjov "La dama del perrito", mientras que "Afterplay" narra un encuentro casi romántico entre Andrey Prozorov de Las tres hermanas, de Chéjov, y Sonya Serebriakova, de Tío Vania. Ha sido llevada al teatro en varias ocasiones, entre ellas durante el Festival Friel/Gate de septiembre de 2009, y tuvo su estreno mundial en el Gate Theatre de Dublín.
La obra más innovadora de Friel durante este período fue Performances (2003), que relata la historia de un profesional que investiga el impacto del amor platónico de Leoš Janáček por Kamila Stosslova en su obra musical. The Home Place, estrenada en 2005, fue la última obra de Friel ambientada en Ballybeg, así como también su última obra a gran escala. Después de una temporada sólida en el Gate Theatre de Dublín, la obra pasó al West End de Londres el 25 de mayo de 2005 y luego a los Estados Unidos en septiembre de 2007.

## Obras
| - A Sort of Freedom (obra sin publicar, 1958) - To This Hard House (obra sin publicar, 1958) - A Doubtful Paradise (sin publicar, 1960) - The Enemy Within (1962) - The Blind Mice (sin publicar, 1963) - Philadelphia, Here I Come! (1964) - The Founder Members (sin publicar, 1964) - Three Fathers, Three Sons (sin publicar, 1964) - The Loves of Cass McGuire (1966) - Lovers: Winners and Losers (1967) - Crystal and Fox (1968) - The Mundy Scheme (1969) - Winners (1970) - The Gentle Island (1971) - The Freedom of the City (1973) - Volunteers (1975) - Farewell to Ardstraw (sin publicar, 1976) - The Next Parish (sin publicar, 1976) - Living Quarters (1977) - Faith Healer (1979) - Aristocrats (1979) - Translations (1980) - Las tres hermanas (traducción de la obra de Antón Chéjov, 1981) | - American Welcome (obra en un acto de siete minutos, 1981) - The Communication Cord (1982) - Fathers and Sons (adaptación de la obra de Iván Turguénev, 1987) - Making History (1988) - Dancing at Lughnasa (1990) - The London Vertigo (adaptación de la obra de Charles Macklin, 1991) - A Month in the Country (adaptación de la obra de Turgenev, 1992) - Wonderful Tennessee (1993) - Molly Sweeney (1994) - Give Me Your Answer, Do! (1997) - Tío Vania (adaptación de la obra de Chéjov, 1998) - The Yalta Game (adaptación en un acto de la obra de Chéjov, 2001) - The Bear (adaptación en un acto de la obra de Chéjov, 2002) - Afterplay (one-act play, 2002) - Performances (obra en un acto de setenta minutos, 2003) - The Home Place (2005) - Hedda Gabler (adaptación de la obra de Henrik Ibsen, 2008) |